# Veleliby

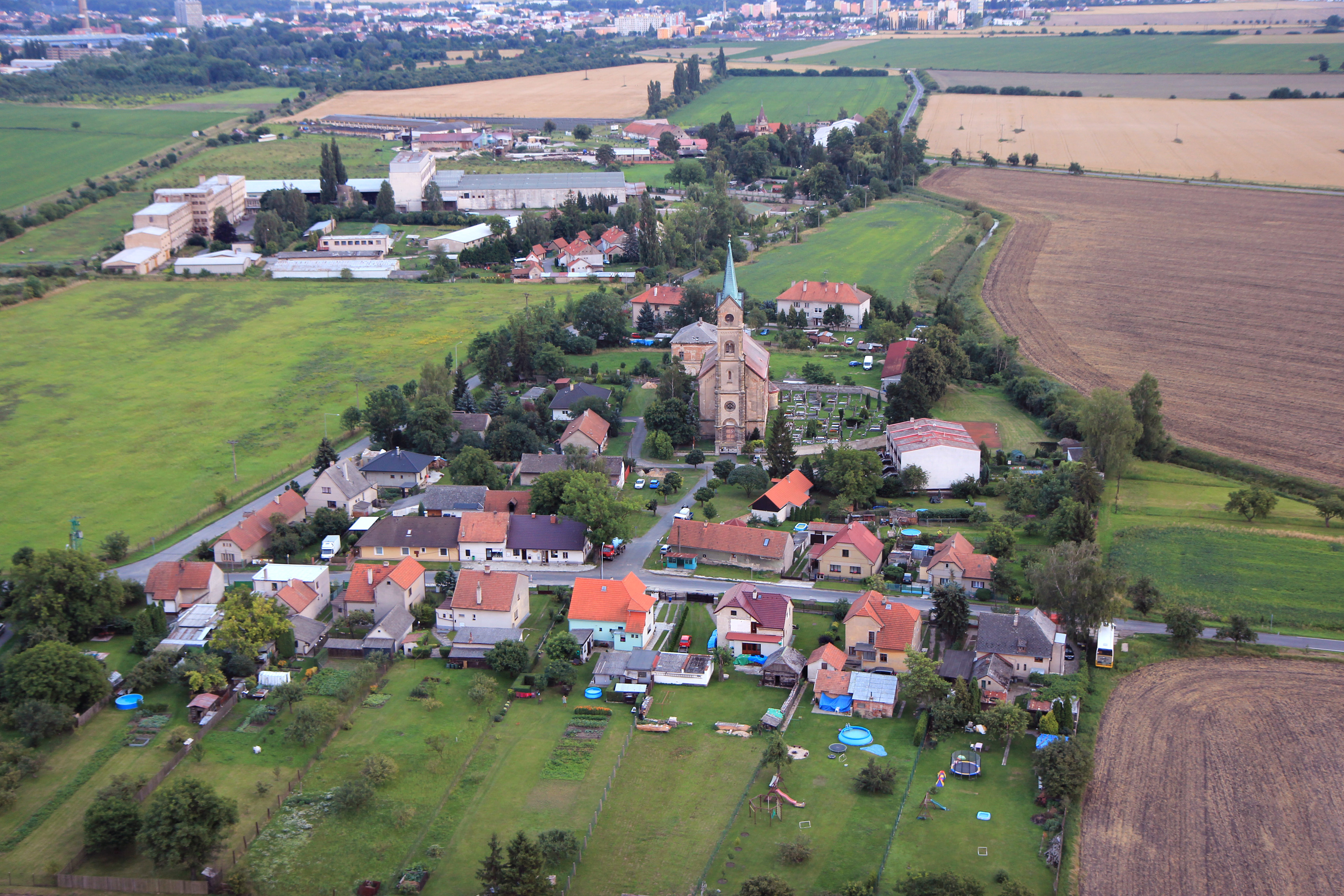
Veleliby (2012)

Veleliby (deutsch Wellelib, auch Welelib) ist ein Ortsteil der Gemeinde Dvory in Tschechien. Er liegt drei Kilometer nördlich von Nymburk und gehört zum Okres Nymburk.

## Geographie
Veleliby befindet sich am Baches Liduška auf der Böhmischen Tafel. Östlich des Dorfes verläuft die Eisenbahnstrecke von Nymburk nach Mladá Boleslav bzw. Jičín, die sich oberhalb der Bahnstation Veleliby gabelt, sowie die Staatsstraße 38 in Nymburk nach Jičín.
Nachbarorte sind Jizbice und Krchleby im Norden, Obora und Všechlapy im Nordosten, Bobnice und Kovansko im Osten, Zdonín und Nymburk im Süden, Kamenné Zboží im Südwesten, Dvory im Westen sowie Čilec im Nordwesten.

## Geschichte
Erstmals urkundlich erwähnt wurde Veleljubi 1223 im Zuge der Errichtung eines Vladikensitzes durch Vladislav von Veleliby.
1345 wurde bei der Feste die Kirche der hl. Ägidius errichtet, die Pfarrkirche für umliegenden die Dörfer war. 1553 übertrug Ludwig II. das Recht zur Erhebung der Abgaben von Veleliby an die Stadt Nymburk. Dabei wurden auch die westlich von Veleliby gelegenen Dvorové Velelibští (Weleliber Höfe) erwähnt, die teils der Pfarre und teils der Feste gehörten. Außer der Kirche und Feste gehörte zu Veleliby noch der unterhalb, am Weg nach Nymburk gelegene, herrschaftliche Hof.
1558 erwarb Heinrich von Dohna die Güter in Veleliby und Dvorové Velelibští und schloss sie an die Herrschaft Benatek an. Er vergrößerte den herrschaftlichen Hof, zu dem danach etwa die Hälfte von Dvory gehörte. Bis 1652 wurden weitere Grundstücke in Dvory an den Hof anschlossen, der in dieser Zeit den Namen Zdonín erhielt. 
Nach der Aufhebung der Patrimonialherrschaften bildete Veleliby ab 1850 einen Ortsteil der politischen Gemeinde Dvory im Bezirk Poděbrady. 1870 nahm die Österreichische Nordwestbahn die Eisenbahnstrecke von Kolín nach Jungbunzlau in Betrieb. 1880 folgte die bei Veleliby abzweigende Lokalbahn der Böhmischen Commercialbahnen zwischen Nymburk und Gitschin. Dadurch entwickelte sich zwischen der Kirche in dem Hof Zdonín eine kleine Ansiedlung. Die alte Pfarrkirche, zu der die Dörfer Dvory, Všechlapy, Krchleby und Čilec gepfarrt waren, wurde 1874 abgebrochen und durch die neue, dem hl. Wenzel geweihte Kirche ersetzt, die 1878 geweiht wurde. 1898 trennte die k.k. privilegierte Österreichische Länderbank den Hof Zdonín von den Benateker Gütern ab und verkaufte ihn an Jan Mazánek. Dieser ließ 1903 anstelle des Gutshofes ein neoromanisches Schloss errichten.
1934 wurde Veleliby dem Okres Nymburk zugeordnet. 1991 hatte der Ort 168 Einwohner. Im Jahre 2001 bestand das Dorf aus 46 Wohnhäusern, in denen 175 Menschen lebten. Am 1. Jänner 2006 erlosch die Pfarre Veleliby und wurden dem Pfarrsprengel Nymburk angeschlossen. 
In Veleliby ist eines der drei Werke des Unternehmens Cadence Innovation k.s., bis 2005 Peguform Bohemia k.s. ansässig, das Plastikteile für die Automobilindustrie fertigt.

## Ortsgliederung
Zum Ortsteil Velelibý gehört das Gut Zdonín (Zdonin).

## Sehenswürdigkeiten
- Kirche St. Wenzel, der neoromanische Bau wurde zwischen 1876 und 1878 anstelle eines mittelalterlichen Vorgängerbaus errichtet und am 20. Oktober 1878 von Erzbischof Friedrich zu Schwarzenberg geweiht
- Schloss Zdonín, erbaut 1903 für Jan Mazánek